# Ruska Strona
Ruska Strona (daw. Drohiczyn) – do 1795 lewobrzeżna część Drohiczyna, nad Bugiem; w latach 1807-1861 samodzielne miasto Drohiczyn (Ruski), następnie wieś, a obecnie niezamieszkany przysiółek polskiej wsi Góry, położonej w województwie mazowieckim, w powiecie siedleckim, w gminie Korczew.
Wbrew nazwie, Drohiczyn Ruski należał po 1815 do Królestwa Polskiego, a nie do Rosji właściwej, do której natomiast należał leżący na przeciwległym brzegu Bugu Drohiczyn współczesny. Drohiczyn Ruska Strona uzyskał lokację miejską w 1807, zdegradowany w 1861. 
Za czasów Królestwa Polskiego istniała gmina Drohiczyn. W latach 1975–1998 miejscowość należała administracyjnie do województwa siedleckiego.

## Położenie
Na północ od wsi Góry nad Bugiem, naprzeciwko Drohiczyna.

## Historia

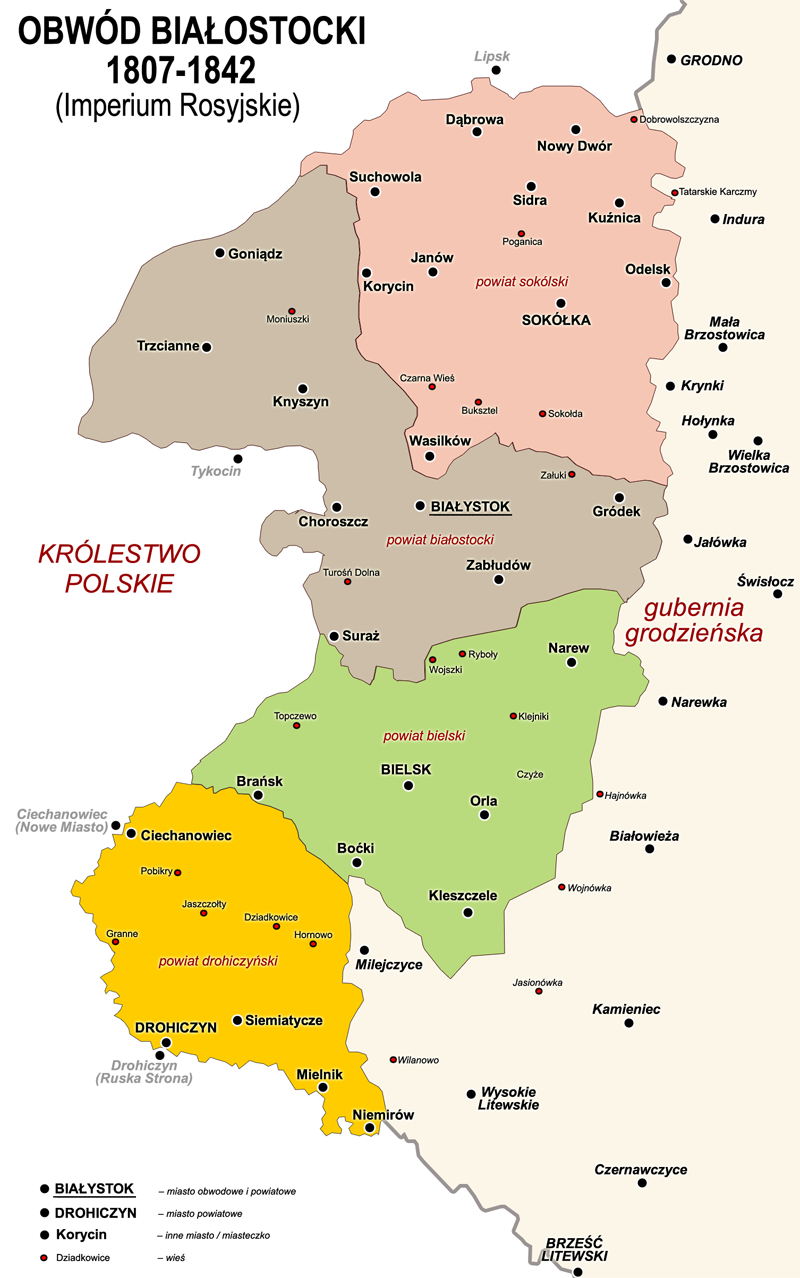
Położenie na mapie

Do 1795 ściśle związana z historią Drohiczyna, którego Ruska Strona była częścią zamieszkaną głównie przez ludność pochodzenia rusińskiego. Przywilej lokujący miasto na prawie magdeburskim, wydany 4 października 1498 przez Aleksandra Jagiellończyka, wymienia Drohiczyn Lacki na płn. (prawym) brzegu i Drohiczyn Ruski na płd. brzegu Bugu. Ze 126 włók ziemi (przeszło 2,2 tys. ha) należącej do miasta 44 znajdowały się na lewym brzegu rzeki.
Na przełomie XV i XVI wieku na Ruskiej Stronie powstał monaster z cerkwią Przemienienia Pańskiego – Spasa. Do klasztoru należała również cerkiew parafialna św. Eliasza. Następstwem unii brzeskiej był w pierwszej połowie XVII wieku spór unitów i prawosławnych o prawo posiadania monasteru. Decyzją komisarzy królewskich w 1636 klasztor otrzymali dyzunici. Prawo to 22 maja 1640 potwierdził król Władysław IV Waza. Dodatkowo, działającemu przy cerkwi Bractwu Przemienienia Pańskiego, 20 kwietnia 1645 wydał pozwolenie na wybudowanie przy monasterze przytułku i szpitala.
Początek drugiej połowy XVII wieku był jak w całej Rzeczypospolitej, tak i w Drohiczynie – niespokojny. 3 lipca 1652 miał miejsce proces przed sądem grodzkim, w którym szlachcic ziemi drohickiej Hieronim Chalecki oskarżył ihumena monasteru o spowodowanie rozruchów i wystąpień przeciwko religii katolickiej i narodowi polskiemu, utrzymywanie kontaktów z Bohdanem Chmielnickim oraz organizowanie procesji i manifestacji fetujących, które zostały rozpędzone przez chorągwie wojewody podlaskiego. W 1656 Drohiczyn zniszczyli Tatarzy, a w 1657, podczas potopu szwedzkiego Szwedzi, Kozacy i – ostatecznie paląc miasto, a wraz z nim monaster i cerkiew św. Spasa – książę siedmiogrodzki Jerzy II Rakoczy.
Prawa monasteru potwierdził 7 czerwca 1659 król Jan Kazimierz, 28 marca 1670 Michał Korybut Wiśniowiecki, a 24 marca 1676 Jan III Sobieski, który poza tym zwolnił klasztor od opłat z łowienia ryb w Bugu, mielenia zboża w młynach i od wyrębu drzew w lasach. Parafia prawosławna w Drohiczynie Ruskim istniała do początku XX wieku.
W 1775 taryfa podymnego wymieniała na Ruskiej Stronie jedynie monaster z cerkwią św. Spasa i 30 domów drewnianych, gdy tymczasem w części prawobrzeżnej ponad 200 domów.
W wyniku III rozbioru Polski (1795) nastąpił podział miasta na część prawobrzeżną zajętą przez Prusy i lewobrzeżną, która dostała się pod władzę Austrii. Obie części zachowały przy tym prawa miejskie.
Po wojnie polsko-austriackiej lewobrzeżny Drohiczyn wszedł w skład Księstwa Warszawskiego, a po ustaleniach kongresu wiedeńskiego znalazł się w granicach Królestwa Polskiego.
Upadku Drohiczyna Ruskiego dopełniły pożar z 1805 i powódź z 1813. Wszystko to sprawiło, że część mieszkańców przeniosła się na skraj gruntów miejskich zakładając wieś Góry.
W 1861 Drohiczyn Ruski stracił prawa miejskie i w dalszych latach dzielił koleje losu gminy Korczew w powiecie sokołowskim. Nastąpiło dalsze wyludnianie wsi. 
Po I wojnie światowej z nazwy zniknął człon Drohiczyn i ukształtowała się dzisiejsza nazwa. Wg stanu z 1921 Ruska Strona liczyła 16 mieszkańców. Na przestrzeni XX wieku, w miarę malejącej liczby ludności, miała miejsce utrata statusu wsi i miejscowości, by ostatecznie na początku XXI wieku stać się opuszczonym przysiółkiem wsi Góry.